# Total Request Live (Italia)
Total Request Live (noto principalmente con acronimo TRL) è stato un programma televisivo italiano andato in onda su MTV Italia dal 1º novembre 1999 al 24 settembre 2010, nonché la versione italiana del popolare show televisivo americano Total Request Live. Nel programma si alternavano le esibizioni di numerosi cantanti e gruppi e veniva trasmessa la classifica dei 10 video più votati dagli spettatori tramite web.
Il programma è stato trasmesso ininterrottamente fino al 2010, anno in cui è stato cancellato dal palinsesto di MTV. Tuttavia fino al 2012 sono stati celebrati i TRL Awards, manifestazione andata in onda per la prima volta nel 2006, volta a premiare ogni anno i protagonisti della scena musicale e televisiva.

## Storia

### La nascita (1999-2001)
Nel 1999 MTV Italia sta attraversando un periodo di incertezze a causa del rischio di Rete A (emittente che allora ne ospitava le frequenze) di essere oscurata. Il direttore generale Antonio Campo Dall'Orto decide di far partire comunque il nuovo programma Total Request Live seguendo il collaudato format americano. In un primo momento si pensa di affidare la conduzione a Enrico Silvestrin e Camila Raznovich, ma poi la scelta definitiva cade su Marco Maccarini e Giorgia Surina, già impegnati nella conduzione in coppia di MTV Select, dagli studi di Londra.
Il 1º novembre 1999 iniziano così le trasmissioni di TRL anche in Italia. Il programma va in diretta dalle 15:00 alle 16:00 in uno studio che si affaccia su Piazza San Babila a Milano, presso lo spazio Fiorucci, e ben presto diventa un appuntamento fisso per i teenager italiani. Uno dei primi tormentoni della trasmissione è la rubrica VJ per caso, dove un ragazzo viene scelto dal pubblico per lanciare una delle 10 posizioni della classifica.

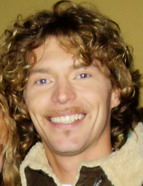
Marco Maccarini

L'ospite della prima puntata è Luciano Ligabue. Il 31 gennaio 2000, TRL accoglie Mariah Carey e la piazza si riempie di gente in delirio: questo fatto suscita l'irritazione dei commercianti, disturbati dai continui raduni dei fan. Altri ospiti passano nel frattempo dagli studi di TRL, tra cui Geri Halliwell, gli Aqua, Carmen Consoli, gli Almamegretta, i The Cranberries, i Bluvertigo, Irene Grandi, gli Articolo 31, i Gemelli DiVersi, gli Eiffel 65, gli L.F.O. e Macy Gray.
Il 20 marzo 2000 va in onda la puntata numero 100 di TRL, di cui sono protagonisti i Lùnapop. Nei mesi successivi continuano i successi e le première dei video, ma anche le proteste dei commercianti della zona che non digeriscono la confusione creata dalla presenza della trasmissione. Altri ospiti della stagione sono i blink-182, i 5ive, i Korn, Elisa, Piero Pelù, Paola & Chiara e nuovamente i Bluvertigo. La prima stagione termina il 9 giugno, e per l'occasione TRL raddoppia: oltre alla consueta edizione pomeridiana va in onda TRL @ night dalle 21 alle 22.30, a cui partecipano molti cantanti e VJ tra cui i Gemelli DiVersi, La Pina, Kris & Kris, i Lùnapop, il Nongiovane, Sasha, Paola & Chiara, Marcello Martini, i Bluvertigo, Valeria Bilello e Max Pezzali.

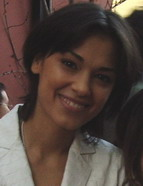
Giorgia Surina

Il 18 settembre 2000 inizia la seconda stagione di TRL. Il programma è però costretto a traslocare a causa di una petizione presentata dall'A.D.L. I. (un'associazione di commercianti) nel giugno 2000, che minaccia azioni legali nei confronti di MTV Italia a causa della presenza di fan che disturbano i commercianti del luogo.
La nuova location è lo spazio Onyx di Corso Vittorio Emanuele, ma anche qui sorgono problemi: la Onyx non permette di trasmettere il programma in diretta, costringendo MTV a registrare tutte le puntate la mattina (al fine di ridurre gli schiamazzi dei fan in zona). Ben presto si decide di aggirare il problema, facendo entrare una parte di pubblico dentro gli studi - nonostante gli spazi ridotti - al fine di mantenere l'interazione con gli spettatori.
I Green Day sono invitati a presentare la première del loro nuovo video "Minority". Seguono altri ospiti come i Bomfunk MCs e Anouk.
Il 24 ottobre 2000, TRL accoglie la Principessa del Pop Britney Spears, e per l'occasione si sposta al Palazzo dell'Arengario in Piazza del Duomo, che viene letteralmente sommersa da orde di fan in delirio. La sera stessa, Britney ha tenuto l'unica tappa italiana del suo Oops!... I Did It Again World Tour al Mediolanum Forum di Milano.
A novembre TRL si sposta per una settimana per seguire da vicino gli MTV Europe Music Awards, dove trasmette dal centro di Stoccolma e festeggia la puntata numero 200. Il 20 novembre arriva Ricky Martin e la diretta torna dall'Arengario di Piazza Duomo, dove nonostante la pioggia si radunano moltissimi fan per dare il benvenuto al loro beniamino. Altri ospiti seguono, tra cui Shaggy, Alex Britti, Sonique, Paola Turci, Evan and Jaron, i BBMak e ancora una volta Paola & Chiara. Il 2 aprile 2001 TRL festeggia la puntata numero 300.
Il 23 aprile 2001, il programma lascia lo spazio Onyx e si trasferisce definitivamente negli uffici del Centro Culturale Sardo che affacciano su Piazza Duomo, da cui inizia a trasmettere il 1º maggio, in occasione dell'MTV Re-generation Day, ovvero il giorno in cui MTV passa sulle frequenze di TMC 2. L'orario viene anticipato di mezz'ora, dalle 15 alle 14.30. Nel nuovo studio arrivano subito numerosi ospiti come Emma Bunton, Giorgia, Kelly Joyce e le immancabili Paola & Chiara.
Nel frattempo, TRL @ night diventa un appuntamento fisso tutti i venerdì dalle 21 alle 22, inaugurato dai Lùnapop. Altri ospiti che passano da Piazza Duomo sono Geri Halliwell, i Timoria, Alex Britti, Neffa. L'8 giugno 2001 tornano, a circa un anno di distanza, i blink-182 per presentare il loro nuovo album "Take Off Your Pants and Jacket": i fan accorrono numerosi e prendono in parola il consiglio, presentandosi in déshabillé.
La stagione si conclude il 15 giugno 2001 con l'appuntamento serale del venerdì a cui partecipano gli Articolo 31 e Francesca Turè, che si esibisce in un duetto con Marco.

### I primi passi e le prime trasferte (2001-2003)
Il 17 settembre 2001 parte la terza stagione, in onda tutti i giorni, da lunedì al venerdì, dalle 14.00 alle 15.00.
Il 19 settembre viene subito inaugurata da Tiziano Ferro; lo studio è lo stesso, ma una nuova scenografia, una nuova grafica per il programma e un nuovo autore, Alessandro Badiali, che introduce diverse novità da questa edizione, dai celebri giochi "Indovina il gossip" e "Le parole in 30 secondi" alla "Hot Seat" dove gli ospiti vengono sottoposti a domande piccanti, quasi a "luce rossa". Un altro cambiamento riguarda il metodo di votazione: la vecchia voting line telefonica lascia il posto ad un numero per SMS, che si abbina al vecchio sistema di voto via Internet. Cambia anche la sigla della trasmissione: Played-A-Live (The Bongo Song) dei Safri Duo, canzone che caratterizzerà il programma per molte stagioni. Infine per la prima volta, precorrendo la svolta generalista della rete negli anni successivi, da questa edizione vengono introdotti ospiti non musicali, il primo dei quali è l'attore Gabriel Garko.
Il 26 novembre 2001 si giunge alla puntata numero 400, e per l'occasione in studio ci sono i Velvet che cantano live Messaggio lunare. Seguono altri ospiti come Addis Black Widow, i Negrita, Neffa, Carmen Consoli, Valeria Rossi, Weathus, Elisa, i Train, Giorgia, Laura Pausini, i Westlife, Sasha, Raf, Jovanotti, Paulina Rubio, i Subsonica, gli Eiffel 65, i P.O.D., i Blue, gli Mp2, Gianluca Grignani, le Destiny's Child.
L'8 marzo, in occasione del compleanno di Giorgia, Marco si esibisce in un simpatico strip-tease sulle note del brano "Hot Stuff", rimanendo infine solo con un tanga leopardato. In primavera, TRL per la prima volta lascia Milano e si trasferisce per una settimana al Future Show di Bologna, dove il 19 aprile 2002 festeggia la puntata numero 500.
Tornati a Milano altri ospiti che passano da TRL sono Yu Yu, Alizée (che terrorizzata dall'altezza non voleva andare sul celebre balcone di Piazza Duomo), Valentina Giovagnini, Zucchero Fornaciari e Luciano Ligabue. Il 25 giugno 2002 TRL lascia lo studio milanese per spostarsi per la prima volta in pianta stabile in un'altra città italiana: la prescelta è Roma, dove il programma va in diretta da Largo di Torre Argentina dal 1º luglio fino a venerdì 9 agosto dalle 19.00 alle 20.00 con un successo paragonabile a quello degli esordi.
Dopo una piccola pausa estiva, TRL torna a Largo di Torre Argentina per 13 giorni (dal 16 al 29 settembre dalle 15.00 alle 16.00). Tra gli ospiti: Tiromancino, Tiziano Ferro, Daniele Silvestri, The Calling, t.A.T.u., Maria Grazia Cucinotta, Monica Bellucci, Gemelli DiVersi, Giorgia, Giorgio Pasotti, e di nuovo, ospite a sorpresa dell'ultima puntata, Tiziano Ferro. A partire da questa edizione vengono inoltre introdotte delle lievi modifiche ai colori della grafica dello show: si passa da un verde scuro a un azzurro molto acceso.
Il 21 ottobre TRL torna a Milano, in onda dalle 15 alle 16, in piazza del Duomo; l'ospite che inaugura la prima puntata milanese è Piero Pelù. Molti gli ospiti che, nell'ultima parte dell'anno, passano per lo studio di piazza Duomo: Velvet, Edoardo Bennato, Nick Carter, le t.A.T.u. e i The Calling. Il 4 novembre TRL festeggia la puntata numero 600.
Il 20 gennaio 2003 migliaia di fan accolgono il super ospite in piazza del Duomo, Justin Timberlake. Oltre ai Blue, Sum 41 e Ligabue, i due ospiti che riescono a "fare il pienone" in piazza, nella prima parte dell'anno, sono Avril Lavigne e Ricky Martin. Nel frattempo il 27 marzo Marco e Giorgia festeggiano la puntata numero 700.
Il 25 aprile TRL lascia lo studio di piazza Duomo a Milano per trasferirsi di nuovo a Roma, dove dal 5 maggio va in onda in diretta dalla Terrazza del Pincio, a Villa Borghese. In questa occasione vengono presentate due novità: all'interno del programma torna il concorso Cercasi vj e TRL diventa un album, con la TRL Compilation, una raccolta di 16 brani. Il 5 maggio, per la prima puntata a Roma, TRL ospita i Blue e migliaia di fan riempiono la piazza già dalla mattina. Questi sono alcuni degli ospiti passati durante la lunga trasferta romana: Gemelli DiVersi, Le Vibrazioni, Velvet, Silvio Muccino, Matt Dillon, Eiffel 65, Simple Plan, Eros Ramazzotti, Vanessa Incontrada, Roberto Angelini, Paolo Meneguzzi, Sean Paul, Neffa e Cesare Cremonini
L'11 luglio TRL chiude la trasferta romana con una puntata speciale di 90 minuti (dalle 13.00 alle 14.30) nella quale si alternano sul palco con esibizioni live Gemelli DiVersi, Will Young e ABS.

### Dal cambio di conduzione aiTRL Awards(2003-2006)

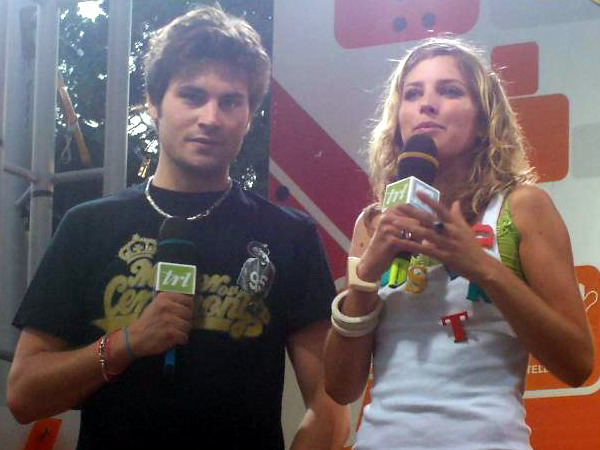
Federico Russo e Carolina Di Domenico conducono TRL a Venezia nel febbraio 2004

Dopo numerosi successi e esibizioni di grandi artisti italiani e internazionali, TRL nel 2003 cambia per la terza volta la sua veste grafica, prendendo spunto da quella americana, e cambia anche orario di messa in onda (14-15).
La prima puntata della quinta stagione viene però trasmessa direttamente da Piazza Duomo a Milano il 6 ottobre 2003 per il primo TRL Open, che vede protagonista Tiziano Ferro in qualità di ospite. Il 20 ottobre sarà la volta di Ronan Keating, Gianluca Grignani e Giorgia e il 27 ottobre ci sono ospiti i Muse
Dopo un mese, precisamente il 21 novembre, TRL festeggia la puntata numero 800 con ospiti Neffa e Claudia Gerini. E le sorprese non finiscono qui: infatti per il periodo natalizio TRL torna a Roma per festeggiare il Natale dal 17 al 19 dicembre a Largo Argentina con numerosi ospiti: Alex Britti, Nek, Gianluca Grignani, Claudio Amendola e Cesare Cremonini.
Il 12 gennaio 2004, dopo la pausa natalizia due nuovi VJ entrano a far parte della trasmissione: sono Federico Russo e Carolina Di Domenico, che per il resto della stagione affiancano i conduttori storici Marco Maccarini e Giorgia Surina nella presentazione del programma e subito passano grandi ospiti come i The Rasmus il 30 gennaio.
Dal 14 al 24 febbraio 2004, lo show si trasferisce per la prima volta in assoluto a Venezia, in Campo Santa Margherita, in occasione del Carnevale veneziano, dove viene montato un maestoso palco a tema che accoglie molti ospiti, tra cui Le Vibrazioni, Eiffel 65, Articolo 31 e Caparezza.
Dopo alcune puntate nello studio di Milano, con il nuovo orario 14.00-15.00, dove i VJ hanno avuto la possibilità di intervistare anche George Michael, si torna in trasferta: dapprima a Napoli in Piazza Dante (dove il 9 maggio si è festeggiata la puntata numero 900) dal 1º al 23 maggio, con Avril Lavigne e Vasco Rossi come ospiti; poi tocca a Roma in Piazza Augusto Imperatore dal 15 giugno al 30 luglio.
Il 30 luglio alla fine della stagione, Marco e Giorgia annunciano il loro addio, lasciando la trasmissione nelle mani di Federico e Carolina.

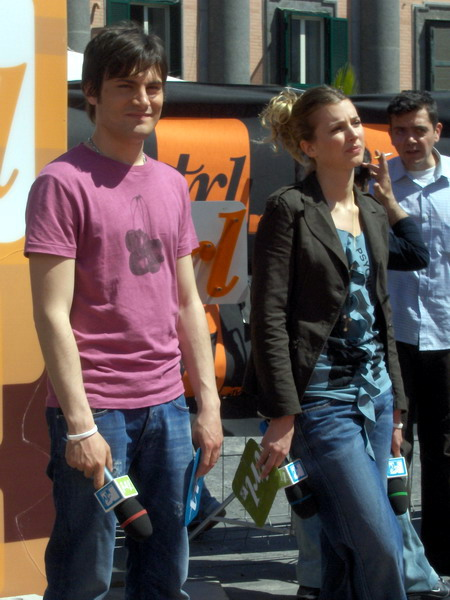
I due vj durante la tappa di Napoli.

La sesta stagione inizia il 20 settembre 2004 con i nuovi conduttori Federico e Carolina da Milano, come al solito in Piazza Duomo, con ospiti i Green Day; l'orario di messa in onda è 14.00-15.00; nello studio passano ospiti come Elton John, Fiorello, Renzo Arbore, i Maroon 5, i Gemelli Diversi, i Blue e Nelly Furtado.
Questa stagione caratterizza il programma sempre più come itinerante. Dal 10 novembre al 19 novembre 2004, TRL torna in trasferta a Roma in occasione degli MTV Europe Music Awards, trasmettendo nuovamente dalla Terrazza del Pincio, con grandi ospiti come Gwyneth Paltrow, Xzibit, Backstreet Boys, Amy Lee, Eamon e tanti altri che parteciparono alla premiazione. Nella trasferta viene anche cambiata la sigla che caratterizzerà il programma per altre due stagioni, Ready Steady Go di Paul Oakenfold.
Il 23 dicembre 2004 i quattro conduttori storici di TRL, Marco, Giorgia, Federico e Carolina, conducono uno speciale della durata di due ore per festeggiare il traguardo delle 1000 puntate di TRL, con tanti artisti italiani come Luca Dirisio, Cesare Cremonini, Articolo 31, Le Vibrazioni, Paola & Chiara, Paolo Meneguzzi, negli studi milanesi di MTV. Dopo una pausa natalizia trl riprende il 10 gennaio 2005 e Seguono altre puntate dallo storico balcone di Piazza del Duomo e il 21 marzo, in occasione dei Blooming Days di MTV Italia, TRL rimane a Milano ma si sposta in Piazza Duca D'Aosta davanti alla Stazione Centrale e rimane qui fino al 1º aprile e intanto il 25 marzo c'è ospite il rapper 50 Cent
Dal 4 aprile si ritorna in Piazza Duomo ma seguono altre tre trasferte: la prima a Napoli, in Piazza Dante, dal 19 aprile al 13 maggio dove vengono accolti ospiti come Simple Plan, Natalie Imbruglia e Simon Webbe. La seconda trasferta è per la prima volta in assoluto a Genova aperta da due grandi artisti italiani come Laura Pausini e Biagio Antonacci dal Porto Antico dal 2 al 22 giugno; la terza ed ultima trasferta è nuovamente a Roma sul lungotevere Tor di Nona (Castel Sant'Angelo), dal 7 al 29 luglio. Nonostante la prima puntata della trasferta romana del 7 luglio venne realizzata dopo gli attentati nella città di Londra, lo show riesce comunque a raccogliere numerosi fan. Il giorno successivo, quindi l'8 luglio, il programma festeggia la puntata numero 1100. I due ospiti più importanti della trasferta a Roma sono stati i due ex-Blue Simon Webbe e Lee Ryan, il quale in esclusiva internazionale ha presentato il suo singolo Army of Lovers davanti centinaia di fan urlanti.

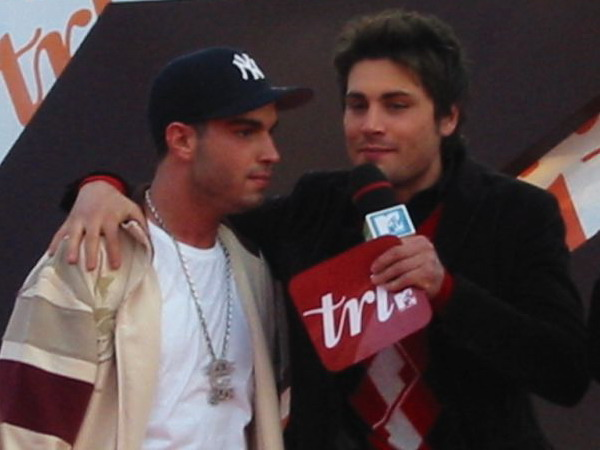
TRL 2004 a Roma: Federico Russo con Eamon
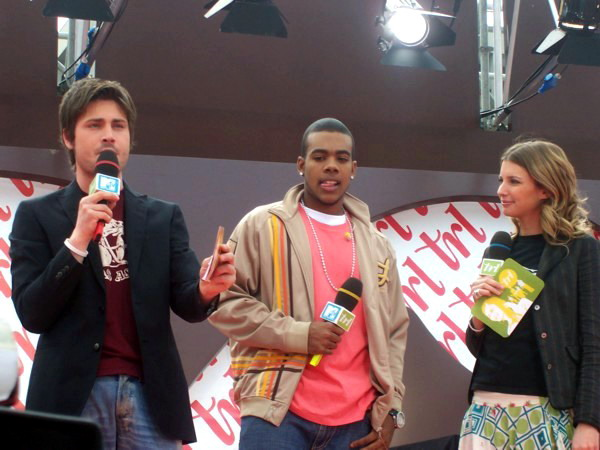
TRL 2005 a Milano: Federico Russo e Carolina Di Domenico con Mario
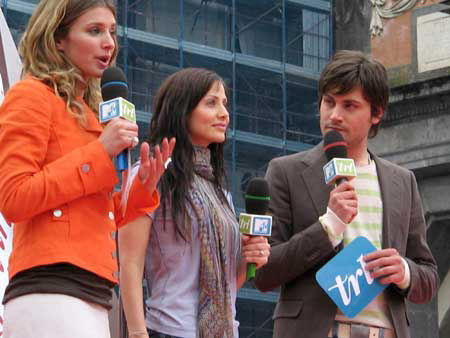
TRL 2005 a Napoli: Federico Russo e Carolina Di Domenico con Natalie Imbruglia
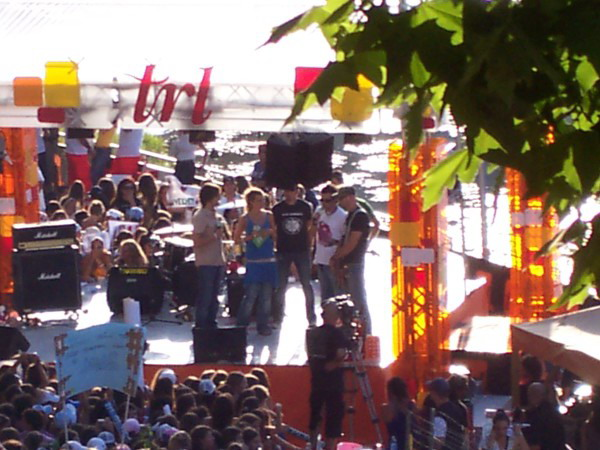
TRL 2005 a Roma: Federico Russo e Carolina Di Domenico con i Velvet

Dal 12 settembre 2005, il programma torna ad essere presentato da Giorgia Surina questa volta affiancata da un altro VJ approdato l'anno precedente ad MTV, Alessandro Cattelan. Il programma trasmette da Torino dal 21 settembre e l'orario di messa in onda è sempre 14.00-15.00. Il 10 ottobre va in onda una puntata speciale dall'Arco della Pace a Milano, con ospiti i Backstreet Boys, mentre il 17 ottobre Giorgia e Alessandro tornano nello storico studio di Piazza del Duomo, in attesa di seguire gli imminenti MTV EMA di Lisbona. Lo stesso giorno, per la prima volta, viene ospitata Hilary Duff che promuove il suo greatest Most Wanted e il singolo Wake Up che risulterà essere uno dei brani rimasti per più tempo al primo posto di classifica.
L'8 febbraio 2006 TRL festeggia 1200 puntate.
Nel marzo 2006, vengono inaugurati i TRL Awards (ispirati dall'omonima competizione ideata negli USA). La classifica viene determinata dagli spettatori come sempre via cellulare o via Internet. Inoltre, durante la serata si sono esibiti artisti nazionali ed internazionali come: Zero Assoluto, Lee Ryan, L'Aura, Negramaro, Paola & Chiara, t.A.T.u., Finley, Mondo Marcio e molti altri.
Dopo il successo dei TRL Awards, TRL parte alla volta delle città italiane con un nuovo look, una nuova grafica e un nuovo orario (14.30-15.30) che riprende lo stile utilizzato nella versione statunitense della trasmissione nel 2005, cambiando anche la sigla e adattandosi quindi ad una musica computerizzata e strumentale. Le tappe sono:
- Napoli: 12 aprile - 22 aprile 2006 (Piazza Dante)
- Torino: 27 aprile - 6 maggio 2006 (Piazza Carignano)
- Genova: 11 maggio - 20 maggio 2006 (Porto Antico)
- Padova: 25 maggio - 3 giugno 2006 (Prato Della Valle)
- Trieste: 8 giugno - 17 giugno 2006 (Molo Audace)
- Rimini: 22 giugno - 1º luglio 2006 (Piazzale Boscovich)
- Bari: 6 luglio - 15 luglio 2006 (Piazza del Ferrarese)
- Siracusa: 22 luglio - 5 agosto 2006 (Lido Sayonara/Fontane Bianche)

N.B. Il 24 aprile TRL si è trasferito per una puntata eccezionale, denominata TRL Special, a Roma in Piazza del Popolo con ospiti il cast del film Mission: Impossible III, tra cui Tom Cruise, Michelle Monaghan, Keri Russell, Maggie Q, J. J. Abrams, Jonathan Rhys Meyers e Laurence Fishburne.
Il 22 luglio il programma taglia il traguardo delle 1300 puntate. Alla fine del tour, Giorgia Surina annuncia che la puntata del 5 agosto è l'ultima per lei. Infatti ha deciso di lasciare la conduzione di TRL e il canale MTV nell'agosto 2006.

### Il successo e la formula itinerante conTRL On Tour(2006-2009)
Dopo l'addio di Giorgia alla rete, TRL torna ad essere condotto in solitaria da Alessandro Cattelan in diretta da Milano in Piazza del Duomo, dal 18 settembre dal lunedì al venerdì dalle 14:30 alle 15:30.
La prima puntata viene aperta da Gerard Way dei My Chemical Romance e per l'occasione viene inaugurato il pubblico in studio che verrà ospitato ogni giorno. Altri ospiti che passano per Milano sono Tiziano Ferro e i +44.
La prima novità di questa stagione è il ritorno a Roma del programma in occasione della Festa del cinema.
In questa occasione TRL trasmette tutti i giorni (compresi sabato e domenica) dal 13 al 21 ottobre dalle 15.00 alle 16.00 in Piazza Augusto Imperatore. Inoltre, per la prima volta, anche Victoria Cabello entra a far parte della conduzione insieme ad Alessandro. Gli ospiti della trasferta sono stati numerosi, tra gli altri Jesse McCartney, Ronan Keating con Rita Comisi, Neffa, Dolcenera, Zero Assoluto, Le Vibrazioni, Piero Pelù, Flaminio Maphia, Raf, Luca Dirisio e i cast di vari film in concorso alla Festa del cinema di Roma.
Dopo Piazza Augusto Imperatore, TRL torna in Piazza del Duomo a Milano il 2 novembre (anticipato da uno special il 1º novembre), sempre con l'orario sperimentato a Roma: dalle 15:00 alle 16:00. Gli ospiti più importanti che si sono alternati durante l'inverno sono stati: Nelly Furtado, J-Ax, Mondo Marcio, Laura Pausini, Evanescence, The Servant, Simon Webbe, Game, Chiara Iezzi, Scissor Sisters, Good Charlotte, Velvet, il grande ritorno di Hilary Duff, con il singolo With Love, il grande atteso ritorno dei Take That e per l'ultima puntata in diretta da Milano della stagione invernale i Linkin Park, che fanno registrare una delle puntate con più ascolti e con più presenze in Piazza Duomo della stagione. Il 13 febbraio 2007 TRL taglia il traguardo delle 1400 puntate.
Il 14 aprile va in onda la seconda edizione dei TRL Awards sempre in diretta da Piazza Duomo a Milano con numerosi ospiti e performance live di Biagio Antonacci, Zero Assoluto, Melanie C, Finley, Gemelli DiVersi, Nek e molti altri.
Finita la seconda edizione dei TRL Awards il programma rimane altre due settimane a Milano per poi partire per il nuovo tour 2007, caratterizzato dalla presenza di diverse co-conduttrici femminili che affiancano Alessandro Cattelan: Silvia Hsieh, Michela Coppa, Giorgia Palmas, Melissa Satta. Le tappe sono:
- Padova: 30 aprile - 4 maggio 2007 (Prato Della Valle)
- Torino: 8 maggio - 18 maggio 2007 (Piazza Vittorio Veneto)
- Bologna: 22 maggio - 1º giugno 2007 (Piazza XX Settembre)
- Firenze: 5 giugno - 15 giugno 2007 (Piazzale Michelangelo)
- Napoli: 19 giugno - 29 giugno 2007 (Maschio Angioino)
- Bari: 3 luglio - 13 luglio 2007 (Piazza Del Ferrarese)
- Palermo: 18 luglio - 28 luglio 2007 (Spiaggia Di Mondello)

Durante il tour, precisamente il 24 luglio, il programma festeggia la sua puntata 1500 insieme a Francesco Renga e al vj Nongio.
In occasione dell'MTV Day 2007 TRL apre la sua nona stagione festeggiando l'evento dedicato ai 10 anni di MTV Italia stabilendosi così a Roma in Piazza San Giovanni dal 5 al 14 settembre, dalle 15.00 alle 16.00. Anche quest'anno la conduzione del programma vede al timone Alessandro Cattelan, accompagnato da Elena Santarelli. Lo show torna poi a Milano in Piazza Duomo il 24 settembre 2007 ospitando numerosi artisti: Backstreet Boys, Irene Grandi, Max Pezzali, Alicia Keys, Simple Plan, Lost, Corbin Bleu, Beyoncé Knowles e i Thirty Seconds to Mars. Questi ultimi fanno registrare una delle puntate con più ascolti e con più presenze in Piazza Duomo della stagione.
Come accaduto nel 2003 a Roma, il programma lascia nel periodo natalizio, seppur per soli 3 giorni, lo studio milanese per condurre una mini-trasferta natalizia a Corleone, dal 20 al 22 dicembre, trasmettendo da Piazza Falcone e Borsellino.
Il 30 gennaio 2008 il programma festeggia le 1600 puntate con in studio l'attore Matteo Branciamore. Il 18 aprile esce la seconda TRL Compilation (la prima ufficialmente uscì durante la tappa romana dello show del 2003) contenente 16 tracce che hanno caratterizzato il programma nell'ultima stagione.
Segue la terza edizione dei TRL Awards che per la prima volta approdano al sud, a Napoli, in Piazza del Plebiscito il 17 maggio 2008, portando nel capoluogo campano numerosi ospiti musicali come Gianluca Grignani, Max Pezzali, Skin, Lost e Gianna Nannini.

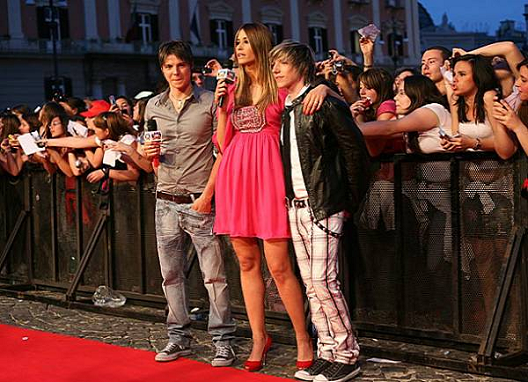
Elena Santarelli sul red carpet dei TRL Awards con i Sonohra.

Subito dopo parte nuovamente il tour estivo, condotto da Elena Santarelli e Alessandro Cattelan che, al termine della prima settimana della tappa di Firenze, abbandona la trasmissione per seguire altri progetti lavorativi. A partire dalla seconda settimana del tour Elena viene affiancata da Carlo Pastore.
Le tappe sono:
- Firenze: 26 maggio - 5 giugno 2008 (Piazzale Michelangelo)
- Mantova: 9 giugno - 14 giugno 2008 (Piazza Erbe)
- Bari: 17 giugno - 27 giugno 2008 (Piazza del Ferrarese)
- Pescara: 1º luglio - 11 luglio 2008 (Piazza I Maggio)
- Reggio Calabria: 16 luglio - 26 luglio 2008 (Lungomare)

Tra la tappa di Firenze e quella di Mantova la trasmissione sostituisce la sigla strumentale con il brano musicale dei Ting Tings "That's Not My Name", usata fino alla fine dell'anno. Il 4 luglio il programma festeggia 1700 puntate.
La decima stagione del programma ancora una volta non viene inaugurata a Milano bensì da Piazza Caricamento di Genova in occasione dell'MTV Day, dal 6 al 13 settembre 2008, ed è condotta nuovamente da Elena Santarelli e Carlo Pastore, con un piccolo cambio d'orario che riguarda solo questa tappa: la trasmissione tornerà poi in onda dalle 14:00 alle 15:00.
Dopo la breve tappa, il 22 settembre TRL torna a trasmettere da Piazza del Duomo a Milano con il solito orario pomeridiano (dalle ore 15:00 alle ore 16:00). La prima settimana è ricca di ospiti internazionali come Solange Knowles, Daniel Powter, Anastacia, gli Oasis e i Jonas Brothers, con performance live dalla Terrazza Spizzico. Il 14 ottobre Tiziano Ferro, in via straordinaria, è co-conduttore dell'intera puntata.
Dal 22 dicembre 2008 al 2 gennaio 2009 vanno in onda alcune puntate speciali di TRL Italia, registrate nello storico studio di Times Square di TRL a New York, che ripercorrono il meglio del 2008 del programma italiano. Dopodiché, il 5 gennaio 2009, la trasmissione torna in diretta da Milano presentando una nuova sigla, una nuova grafica ed uno studio rinnovato, mentre il logo del programma rimane invariato. Alla fine del mese, il 29 gennaio, il programma festeggia 1800 puntate.
Il 16 maggio 2009, viene ri-confermata una nuova edizione dei TRL Awards, che si svolgono nella città di Trieste. Subito dopo il grande evento, TRL ripercorre l'Italia con il suo tour estivo, presentato da Carlo Pastore ed Elisabetta Canalis in sostituzione di Elena Santarelli, che andrà in maternità. Le tappe sono:
- Palermo: dal 25 maggio al 4 giugno 2009 (Foro Italico)
- Rimini: dal 9 giugno al 19 giugno 2009 (Piazzale Fellini)
- Pescara: dal 30 giugno al 10 luglio 2009 (Viale della Riviera)
- Roma: dal 15 luglio al 26 luglio 2009 (Foro Italico)

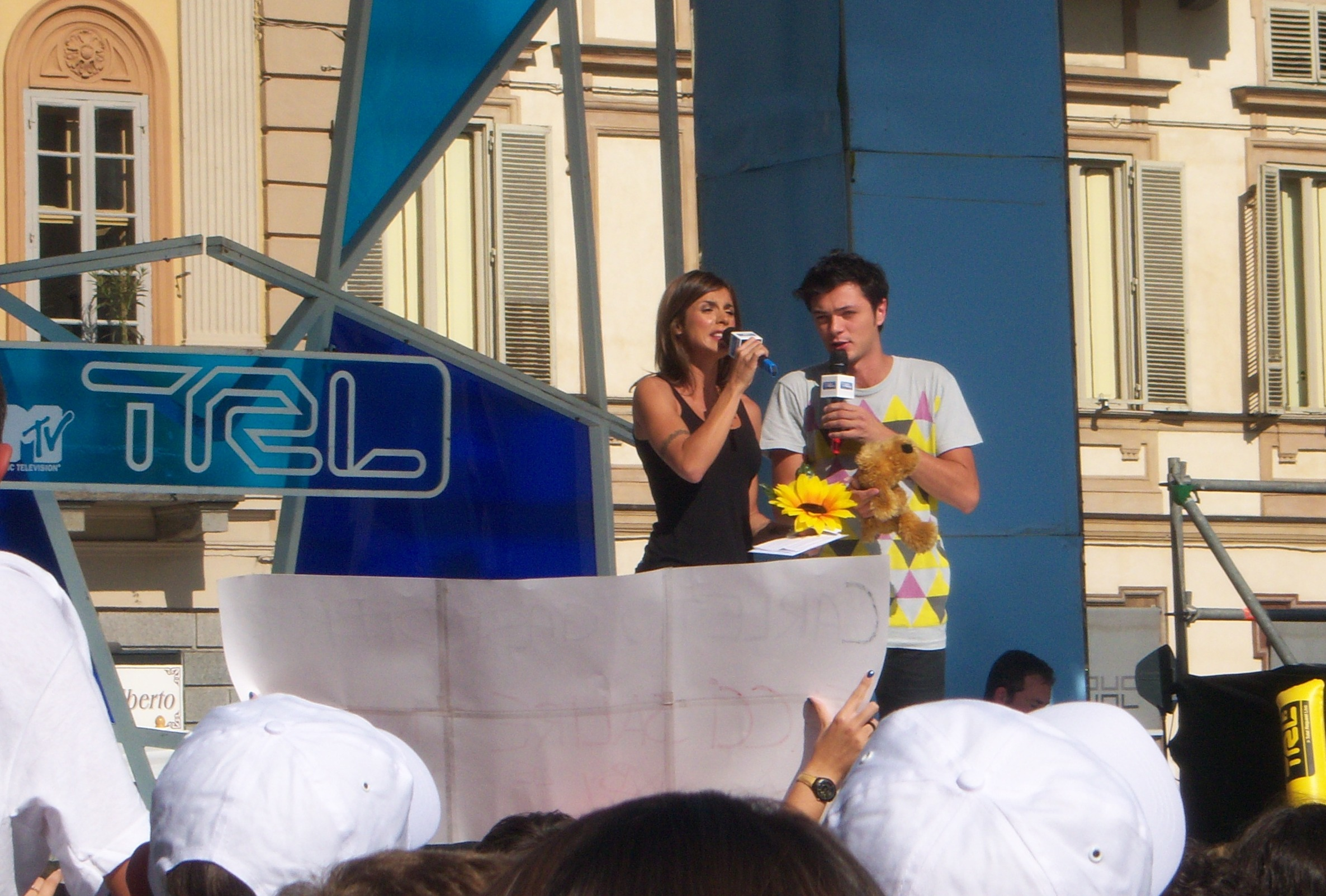
Elisabetta Canalis e Carlo Pastore a TRL Torino.

 In questa edizione del tour muta per l'ennesima volta la sigla del programma: la base musicale è una versione modificata appositamente per lo show del brano "Na Na Na" dei Broken heart college. Durante la tappa romana, il 16 luglio, TRL festeggia 1900 puntate.

### TRL On the Road e la chiusura definitiva (2009-2010)
L'undicesima stagione è inizialmente caratterizzata per lo più da forti voci sulla chiusura dello show: durante la tappa estiva di Roma del 2009, viene annunciato da numerose fonti (persino dallo stesso conduttore del programma Carlo Pastore) la chiusura dello show, che sarebbe dovuta avvenire a settembre, al termine della successiva tappa di Genova.
Il tour ricomincia da Genova, in occasione dell'MTV Day, dove la trasmissione si stabilisce dal 7 all'11 settembre 2009, in diretta dalla Nave Italia, all'Acquario di Genova. In questa tappa si intuisce chiaramente come il budget della rete sia notevolmente calato, considerato tra l'altro il contemporaneo taglio del personale stabilito da MTV Italia, che non rinnova il contratto a più di 100 dei suoi lavoratori. A sorpresa, durante la prima puntata di Genova, i conduttori annunciano che dopo la fine della trasferta ligure, lo show sarebbe partito alla volta di Torino, in Piazza Carlo Alberto dal 27 settembre al 1º ottobre. Nell'ultima puntata i conduttori non danno ulteriori delucidazioni sul futuro di TRL.

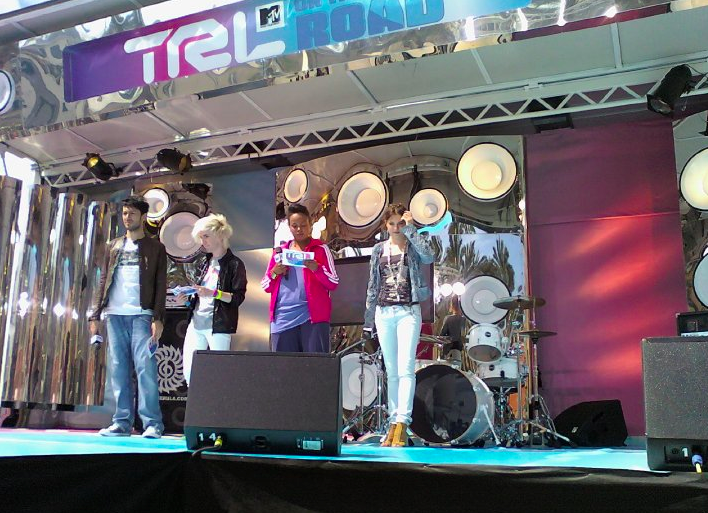
I VJ di TRL On the Road.

Poco tempo dopo, viene ufficializzata un'altra tappa del tour: Roma, in cui lo show rimane dal 13 al 25 novembre a Piazzale Ferruccio Parri, in occasione dello switch on sul digitale terrestre nella Regione Lazio, trasmettendo anche il sabato e la domenica. Numerosi gli ospiti di questa tappa: i Finley, i Lost, Jacopo Sarno, Noemi, i dARI, Giusy Ferreri, Elena Santarelli ed altri. Durante la tappa romana vengono rivelate due novità: la prima riguardante l'avvio di un nuovo canale di MTV sul digitale terrestre, la seconda sull'uscita di una terza compilation di TRL dal titolo TRL Story, in cui sono presenti i brani che più hanno rappresentato lo show nei suoi 10 anni di vita.
Dopo Roma lo show non fa rientro nello studio di Milano, come tradizionalmente accaduto al termine di ogni Tour, e viene sospeso dai palinsesti di MTV. L'8 marzo nasce un programma alternativo a TRL dal nome My TRL Video, in cui gli spettatori vengono invitati a votare i loro beniamini per promuovere la loro candidatura in una categoria dei TRL Awards, giunti alla quinta edizione, che si tengono a Genova nell'area del Porto Antico l'8 maggio 2010.
Poco prima dell'annuale edizione dei premi, il programma comincia il suo nuovo tour, intitolato per l'occasione Total Request Live On the Road, composto da 9 tappe e condotto su un truck da nuovi volti di MTV: Alessandro Arcodia, Brenda Lodigiani, Andrea Cadioli e Wintana Rezene.
Le tappe sono:
- Genova: dal 3 al 7 maggio 2010 (Porto Antico)
- Trieste: dal 24 al 28 maggio 2010 (Piazzale Straulino)
- Riccione: dal 31 maggio al 4 giugno 2010 (Piazzale Roma)
- Pescara: dal 7 all'11 giugno 2010 (Piazza Salotto)
- Bari: dal 14 al 18 giugno 2010 (Piazza Diaz)
- Marina di Bibbona: dal 28 giugno al 2 luglio 2010 (Piazza del Forte)
- Latina: dal 5 al 9 luglio 2010 (Piazza del Popolo)
- Catania: dal 12 al 16 luglio 2010 (Viale Africa)
- Milano: dal 13 al 24 settembre 2010 (Piazza Duca D'Aosta)

Nella pausa tra la tappa di Bari e quella di Marina di Bibbona, il 22 giugno 2010, esce la quarta compilation ufficiale dello show intitolata TRL On the Road Compilation, in cui sono raccolti brani noti dell'estate di quell'anno.

### DopoTRL
Subito dopo l'ultima tappa del tour riparte l'appuntamento con My TRL Video che va in onda fino alla fine dell'anno come sostituto della versione On the Road, per poi lasciare posto dal 21 febbraio 2011 a TRL The Battle, programma pomeridiano che precede la sesta edizione dei TRL Awards svoltasi a Firenze in Piazza Santa Croce il 20 aprile 2011. Dopo le premiazioni, a differenza degli anni precedenti, non ricomincia il tour estivo del programma: TRL, dopo ben 11 anni e 1986 puntate, scompare dai palinsesti di MTV e nella sua fascia oraria viene mandata in onda la trasmissione statunitense Jersey Shore.
L'anno successivo il marchio ritorna nei palinsesti della rete ancora una volta con i TRL Awards, che non celebrano il meglio dell'anno del programma ma tutti gli artisti italiani e internazionali che hanno fatto la differenza nell'ultimo anno sugli schermi di MTV. La settima edizione si svolge per il secondo anno consecutivo a Firenze il 5 maggio 2012 in Piazzale Michelangelo, con la conduzione di Valentina Correani e dei Club Dogo.
Quella del 2012 è l'ultima edizione dei TRL Awards che, nel 2013, vengono rimpiazzati dai primi MTV Awards italiani: il marchio TRL scompare definitivamente dalla programmazione di MTV.
Recentemente il programma è stato riproposto su MTV con un format rivisto e corretto, dapprima nel 2017 negli Stati Uniti e poi in Australia nel 2019, dove è ancora attualmente in onda. Riguardo a un ipotetico ritorno in Italia sugli schermi di MTV, il responsabile di Viacom Sergio Del Prete ha così risposto:
Tuttavia, ad oggi, nessun comunicato ufficiale è stato rilasciato.

## Spin-off
Negli 11 anni di programmazione sono stati creati numerosi spin-off dello show.
- TRL @ Night: è il primissimo programma derivato dallo show. È andato in onda verso la fine della prima stagione per festeggiare il termine del primo anno di nascita del programma, ed è stato riproposto anche il successivo anno (ma con un solo appuntamento, il venerdì) visto gli ottimi ascolti ottenuti con la prima edizione. Veniva condotto da Marco Maccarini e Giorgia Surina e andava in onda dallo studio di Milano la sera dalle ore 21:00 alle 22:30.
- TRL Voice: questo è stato il secondo spin-off del programma. Andò in onda durante la terza stagione subito dopo il termine del programma, in questa particolare versione i telespettatori potevano vedere durante i video in onda i loro messaggi via SMS o via WEB in diretta grazie ad una barra situata in basso che appariva e scompariva con l'arrivo di un messaggio. Andò in onda fino a prima che iniziasse la tappa romana del 2002.
- TRL Extra Live: trasmesso durante l'estate 2007 per una sola stagione diviso in tre appuntamenti che andavano in onda dopo il termine di TRL, in questo programma sono state date delle occasioni a tre band di far sentire la loro musica sul palco di Total Request Live On Tour nelle tappe di Napoli, Bari e Palermo. Dopo la loro performance sul palco salgono invece artisti italiani veri e propri di grande fama che si esibiscono con le loro hit più famose. Il format è stato poi riproposto venerdì 18 settembre 2010, durante la permanenza di TRL On the Road a Milano: si sono esibiti nel nuovo store di Bershka i Finley, i Dari e i Broken Heart College.
- TRL Total Rotation: trasmesso durante l'estate 2008 durante il tour, al termine di ogni puntata dello show per un'ora. All'interno del programma vanno in onda i video della playlist di TRL che non sono in classifica.
- TRL VJ Talent: è un programma proposto per il palinsesto estivo del 2009, in collaborazione con la Maybelline New York, che consiste nella trasmissione di alcuni provini registrati da TRL in giro per l'Italia alla ricerca di un VJ che condurrà TRL per una settimana. Vincitrice del concorso è stata Lucrezia Losurdo.
- My TRL Video: è un programma alternativo a TRL che ha preso il suo posto inizialmente durante marzo 2010, come supporto per la quinta edizione dei TRL Awards e in seguito fino alla fine dell'anno. Il programma, della durata di un'ora, ha la medesima formula del programma madre: la classifica dei 10 video più televotati dagli spettatori. A differenza di TRL però non vi è l'ausilio di alcun conduttore o di uno studio.
- TRL The Battle: è un contenitore trasmesso prima della sesta edizione dei TRL Awards in cui venivano mostrati tutti i candidati nelle varie categorie votabili.

## Sigla di apertura
- 1999-2001: DJ Jean - The Launch
- 2001-2003: Safri Duo - Played-A-Live (The Bongo Song)
- 2003-2006: Paul Oakenfold - Ready Steady Go
- 2008-2009: The Ting Tings - That's Not My Name
- 2009: Broken Heart College - Nanana

## Citazioni
- Il titolo della trasmissione viene citato in un celebre brano del rapper italiano Fabri Fibra Tranne te, in cui egli intona, riferendosi ai suoi fan, "Mi regalano le tagliatelle, quando mi vedono a TRL".
- Il nome dello show è anche citato in un brano dei Gemelli DiVersi in collaborazione con J-Ax e Space One, Spaghetti Funk Is Dead, in cui J-Ax, riferendosi ad un ipotetico futuro, canta "Cambia la moda io ne resto indenne, sarò il primo sessantenne primo a TRL".
- Il nome del programma viene citato anche da Gemitaiz, che nel brano Veleno presente nel mixtape "Quello che vi consiglio" dice "Ogni discografico sta allarmato perché col mio pubblico c'ho già parlato, non mi spinge perché a TRL imboccherei con in bocca un cannone di un carro armato".

### Classifica di puntata 12/01/2005
| Posizione | Interprete     | Brano                      | Variazione |
| --------- | -------------- | -------------------------- | ---------- |
| 1º        | Blue           | Curtain Falls              |            |
| 2º        | Britney Spears | Everytime                  |            |
| 3º        | Hanson         | Penny & Me                 |            |
| 4º        | Duran Duran    | What Happens Tomorrow      |            |
| 5º        | Avril Lavigne  | Nobody's Home              |            |
| 6º        | Negrita        | Sale                       |            |
| 7º        | Anastacia      | Welcome to My Truth        |            |
| 8º        | Green Day      | Boulevard of Broken Dreams |            |
| 9º        | Blink-182      | Always                     |            |
| 10º       | The Calling    | Anything                   |            |

### Classifica di puntata 14/01/2005
| Posizione | Interprete             | Brano                      | Variazione |
| --------- | ---------------------- | -------------------------- | ---------- |
| 1º        | Blue                   | Curtain Falls              | =          |
| 2º        | Green Day              | Boulevard of Broken Dreams | +6         |
| 3º        | Avril Lavigne          | Nobody's Home              | +2         |
| 4º        | Britney Spears         | Everytime                  | -2         |
| 5º        | Duran Duran            | What Happens Tomorrow      | -1         |
| 6º        | Articolo 31            | Nato sbagliato             | *          |
| 7º        | Hanson                 | Penny & Me                 | -4         |
| 8º        | Gemelli DiVersi        | Un altro ballo             | *          |
| 9º        | Anastacia              | Welcome to My Truth        | -2         |
| 10º       | Linkin Park feat Jay-Z | Numb/Encore                | *          |

### Classifica di puntata 21/01/2005
| Posizione | Interprete     | Brano                      | Variazione |
| --------- | -------------- | -------------------------- | ---------- |
| 1º        | Green Day      | Boulevard of Broken Dreams | +1         |
| 2º        | Avril Lavigne  | Nobody's Home              | +1         |
| 3º        | Jennifer Lopez | Get Right                  | +2         |
| 4º        | Hanson         | Penny & Me                 | -2         |
| 5º        | Britney Spears | Everytime                  | -1         |
| 6º        | Eminem         | Like Toy Soldiers          | *          |
| 7º        | Good Charlotte | I Just Wanna Live          | *          |
| 8º        | Maroon 5       | Sunday Morning             | *          |
| 9º        | Ashlee Simpson | La La                      | *          |
| 10º       | Snoop Dogg     | Drop It like It's Hot      | *          |

- Sito ufficiale, su mtv.it.